# Theodor Keidel
Theodor Keidel (* 4. Mai 1902 in München; † 29. Oktober 1988 ebenda) war ein deutscher Jurist und Fachautor.

## Leben
Der Sohn des Münchner Oberlandesgerichtsrats Friedrich (Fritz) Keidel besuchte von 1912 bis 1921 (Abitur, unter anderem mit Bernhard Benning und Wolfgang Weber) das Münchner Maximiliansgymnasium. Er absolvierte ein juristisches Studium an den Universitäten Leipzig und München und legte 1925 die 1. und 1928 die 2. Staatsprüfung ab. Anschließend trat er in den bayerischen Justizdienst ein und wurde 1937 zum 1. Staatsanwalt am Landgericht München II und noch vor 1945 zum Oberstaatsanwalt für politische Strafsachen beim Oberlandesgericht in München ernannt. Nach Kriegsende wegen seiner politischen Einstellung während der NS-Zeit überprüft, wurde er schließlich wieder als Oberstlandesgerichtsrat in München eingesetzt. 1967 trat er in den Ruhestand. Die Ludwig-Maximilians-Universität in München ernannte ihn 1972 zum Ehrendoktor.
Keidel war Bearbeiter des BGB-Kurzkommentars von Otto Palandt (1. Auflage 1933) im Bereich des Nachlass- und Erbrechts und verfasste Kommentare zu Gesetzestexten, unter anderem zum Registerrecht und zum Beurkundungsgesetz. Er war Mitherausgeber eines Standardwerkes zu „Angelegenheiten der Freiwilligen Gerichtsbarkeit“, das in vielen Auflagen erschien.
Keidel war seit 1924 in Leipzig mit Walter Nigg befreundet; und war Pate der Tochter Sonja des Schweizer Pfarrers. Sohn Helmut Keidel (* 24. Dezember 1937) schlug ebenfalls eine juristische Laufbahn ein (Notar; Präsident der Bundesnotarkammer). Er verbrachte im Pfarrhaus Dällikon bei Nigg einige Zeit während des Krieges.

## Werkauswahl
- (mit Fritz Keidel): Gesetz über die Angelegenheiten der freiwilligen Gerichtsbarkeit. Handausgabe mit Erläuterungen, Ausführungs- und Ergänzungsvorschriften. 4. Auflage 1951.
- (überarbeitete Neuauflage): FamFG. Gesetz über das Verfahren in Familiensachen und in den Angelegenheiten der freiwilligen Gerichtsbarkeit. Kommentar. Begründet von Theodor Keidel. Hrsg. von Helmut Engelhardt und Werner Sternal. 19., überarbeitete Auflage. C.H.Beck, München 2017.
- (mit Hans Schmatz): Registerrecht. Handbuch der amtsgerichtlichen Praxis, Band VII. 1. Auflage, C. H. Beck, München 1955.